# Isochromodes canisquama
Isochromodes canisquama är en fjärilsart som beskrevs av W. Warren 1897. Isochromodes canisquama ingår i släktet Isochromodes och familjen mätare. Inga underarter finns listade i Catalogue of Life.